# 松山市立味生小学校
松山市立味生小学校（まつやましりつ みぶしょうがっこう）は、愛媛県松山市にある公立小学校。

## 沿革
- 1907年（明治40年）4月 - 味生尋常小学校創立
- 1908年（明治41年）4月 - 現在地に移転し味生尋常高等小学校となる
- 1926年（大正15年）7月 - 松山市と味生村合併し松山市立味生尋常高等小学校と改称
- 1941年（昭和16年）4月 - 松山市味生国民学校と改称
- 1947年（昭和22年）4月 - 松山市立味生小学校と改称
- 1983年（昭和58年）4月 - 松山市立味生第二小学校を分離
- 2013年（平成25年）9月 - 東校舎・北校舎耐震工事完成
- 2015年（平成27年）10月 - 南校舎耐震補強工事完成
- 2017年（平成29年）3月 - 北校舎改修工事完了

## 周辺
- 味生保育園
- 松山市立味生第二小学校